# Château de Baville
Le château de Baville est un château français de style Louis XIII situé sur la commune de Saint-Chéron (le château, ses dépendances et ses deux parcs), une partie de l'enclos s'étendant sur Breuillet et Breux-Jouy ( « bois du Boulay », partie nord-est du second parc), dans le département de l'Essonne, en région Île-de-France.

## Situation
| \| Localisation du château de Baville dans l'Essonne. · Château de Baville \| Localisation du château de Baville dans l'Essonne. |
| Localisation du château de Baville dans l'Essonne. · Château de Baville                                                          |

## Histoire
La terre de Basville est achetée en 1559 par Charles de Lamoignon (1514-1572). 
À la place de l'ancien manoir seigneurial, son fils Chrétien de Lamoignon (1567-1636), conseiller au Parlement de Paris et qui terminera sa carrière comme président à mortier, fait édifier le château actuel entre 1625 et 1629 par Michel Villedo (1598-1667), maître-maçon de Louis XIII en 1629, dont c'est la première construction connue. Cette construction revient au commanditaire à la somme relativement raisonnable de 45 000 livres.

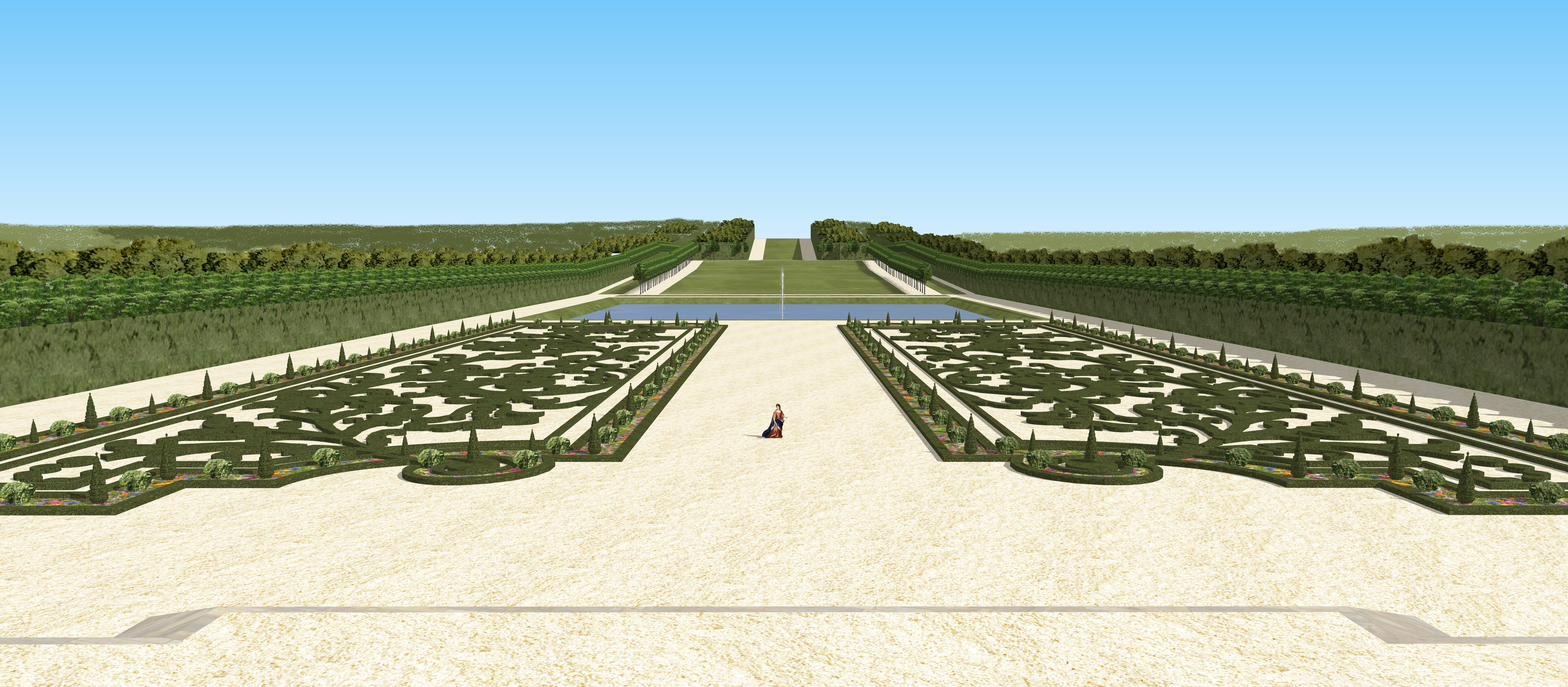
Schéma de la grande perspective classique des jardins du château de Basville.

Au Grand Siècle, la société la plus choisie fréquente ce domaine. Guillaume Ier de Lamoignon (1617-1677), marquis de Basville, dont Fléchier fera l'oraison funèbre, est l'ami de Racine, La Fontaine, Madame de Sévigné, saint Vincent de Paul, Bourdaloue. C'est à Baville que Boileau compose plusieurs de ses œuvres.
Deux ailes en retour, sans doute prévues dans le plan initial, sont construites en 1677 pour Chrétien-François Ier de Lamoignon (1644-1709), marquis de Basville, avocat général au Parlement de Paris, dans le respect du style originel. Les communs sont bâtis en 1769 pour Charles-François de Lamoignon, dans le respect du parti initial alors passablement suranné.
La famille de Lamoignon conserve la propriété du domaine jusqu'en 1791. Le château est acquis du marquis Rollin d'Ivry par Philippe Albert Joseph de Saulty, dit Pruvost de Saulty (1765-1833), receveur général du département de Seine-et-Oise et régent de la Banque de France en 1817, qui meurt au château le 25 novembre 1833.
L'aile gauche est détruite au début du XIXe siècle, et les matériaux sont utilisés pour construire une orangerie derrière l'aile droite. Elle contenait une très riche bibliothèque, actuellement conservée au British Museum[réf. nécessaire].
En 1816, les jardins à la française sont remplacés par des jardins à l'anglaise avant d'être rétablis à la fin du XIXe siècle, peut-être par Henri et Achille Duchêne.
Pendant la Seconde Guerre mondiale, le château est utilisé comme internat pour le lycée Saint-Louis-de-Gonzague.
Le château est utilisé comme lieu de tournage pour la série L'Internat, diffusé en 2009 sur M6.

## Architecture
Le corps de logis principal, qui constitue le fond de la cour d'honneur, comporte deux étages  à plusieurs corps sur le même alignement. Le corps central est surmonté d'un fronton et flanqué de deux ailes latérales moins hautes terminées par des pavillons en saillies. Les bâtiments sont à chaînage en pierre blanche, parements de briques rouges et toiture en ardoises bleues. L'ensemble est caractéristique de la première moitié du XVIIe siècle par la division des bâtiments en plusieurs corps, le remplissage en brique d'une structure en pierre, seul le corps central étant entièrement en pierre.

## Protection
- Le château, toutes ses dépendances, les deux parcs clos de murs et leurs fabriques (cad. A 82, 83, 107, 109 à 113) sont inscrits sur l'inventaire supplémentaire des monuments historiques par arrêté du 22 octobre 1990[6].